# 惠特利加登 (加利福尼亞州)
惠特利加登斯（英語：Whitley Gardens）是位於美國加利福尼亞州聖路易斯-奧比斯保縣的一個人口普查指定地區。

## 地理
惠特利加登斯的座標為35°39′27″N 120°30′26″W / 35.65750°N 120.50722°W，而該地最高點為海拔高度273米（即896英尺）。

## 人口
根據2010年美國人口普查的數據，惠特利加登斯的面積為3.596平方千米，當中陸地面積為3.567平方千米，而水域面積為0.029平方千米。當地共有人口285人，而人口密度為每平方千米79人。